# Pentagonia rubiflora
Bản mẫu:Expert-verify
Pentagonia rubiflora là một loài thực vật thuộc họ Rubiaceae. Đây là loài đặc hữu của Peru.